# Oktobass
Der Oktobass (gelegentlich auch Octobass) ist das größte Streichinstrument. Die C- und G-Saite sind eine Oktave tiefer gestimmt als das Violoncello, der Oktobass hat aber statt der D- eine C-Saite; Aufbau und Spieltechnik entsprechen jedoch der eines großen Kontrabasses. Es existieren nur wenige historische und moderne Exemplare dieses Instruments.

## Bauform
Der Oktobass ist ein riesiger Kontrabass mit drei Saiten. Sie sind in einer Quinte und einer Quarte gestimmt, nämlich in C, G und C der Kontra-Oktave (ein Konzertflügel reicht noch drei Halbtöne tiefer). Die höchste Saite des Instrumentes ist damit wie die tiefste Saite eines Violoncellos als Großes C gestimmt. Das Instrument ist insgesamt 3,45 Meter hoch und über 100 kg schwer.
Die Saiten werden wie beim Kontrabass mit einem Bogen gestrichen, wobei der Spieler auf einem Podest stehen muss, an dem das Instrument auch befestigt ist. Da das Griffbrett zu lang ist, um die Saiten mit den Fingern der linken Hand niederzudrücken, geschieht dies durch sieben Bügel, die über Hebel am Beginn des Halses und Fußpedale am Podest bewegt werden können. Spieltechniken wie Vibrato und Glissando sind damit nicht möglich.

## Herkunft
Die Entstehung des Oktobasses geht auf das Jahr 1850 zurück. Der experimentierfreudige französische Geigenbauer Jean-Baptiste Vuillaume schuf das Instrument in Zusammenarbeit mit dem Komponisten Hector Berlioz, der sich für eines seiner Werke ein noch voller klingendes Bassinstrument wünschte. In Charles Gounods Cäcilienmesse wurde der Oktobass 1855 erstmals erfolgreich eingesetzt. Hector Berlioz und Richard Wagner empfahlen ausdrücklich den Gebrauch des Instrumentes, doch schrieb keiner von beiden eine Partitur für den Oktobass.
Hector Berlioz schrieb in seiner Instrumentationslehre:

„Herr Vuillaume, Geigenbauer in Paris, dessen vortreffliche Geigen sehr gesucht sind, hat die Familie der Streichinstrumente mit einer schönen und mächtigen Individualität bereichert: mit dem Okto: Baß. Dies Instrument ist nicht etwa, wie viele Leute glauben, die tiefere Oktave des Kontrabasses; es ist die tiefere Oktave des Violoncell und kann also nur die Terz unterhalb des E des Kontrabasses zu vier Saiten erreichen. Es hat nur drei, in der Quinte und Quarte gestimmte Saiten: - Kontra C, Kontra G, und Großes C.“

Zeitgenössische Darstellungen zeigen, dass das Instrument anfangs von zwei Spielern bedient wurde. Ein Bassist strich den Bogen, ein weiterer spielte, auf einem Podest stehend, den Fingersatz. Das Podium war mit dem Oktobass fest verbunden. Die Griffe wurden unter Zuhilfenahme von angebrachten Hebeln und Pedalen, nicht mit den Fingern ausgeführt. Diese Spielweise erwies sich jedoch als wenig praktikabel, da es wiederholt zu Abstimmungsproblemen zwischen beiden Spielern kam.
Die Erfindung blieb ein Kuriosum. Vuillaume baute drei Instrumente: Der erste Oktobass wurde nach der Weltausstellung 1851 in London an einen unbekannten Privatmann verkauft. Dieser gab das Instrument an die Englische Oper in London weiter, wo es bei einem Brand im Dezember 1867 vernichtet wurde. Ein zweiter Oktobass, gebaut für die Weltausstellung 1855 in Paris, wurde nach Monaco verkauft. Später erwarb das Pariser Konservatorium das Instrument zurück. Heute ist es in der Cité de la musique in Paris zu sehen. Der dritte Oktobass ging nach Sankt Petersburg. Auf nicht geklärtem Weg gelangte das Instrument in den 1880er Jahren zu dem Wiener Geigenbauer Zach senior und dann in die Sammlung Salzer. Die Gesellschaft der Musikfreunde in Wien erwarb den Oktobass im Jahr 1924. Heute wird er im Archiv des Musikvereins aufbewahrt.

## Heutige Verwendung
Neben den beiden erhaltenen Originalexemplaren gibt es inzwischen einige Nachbauten:

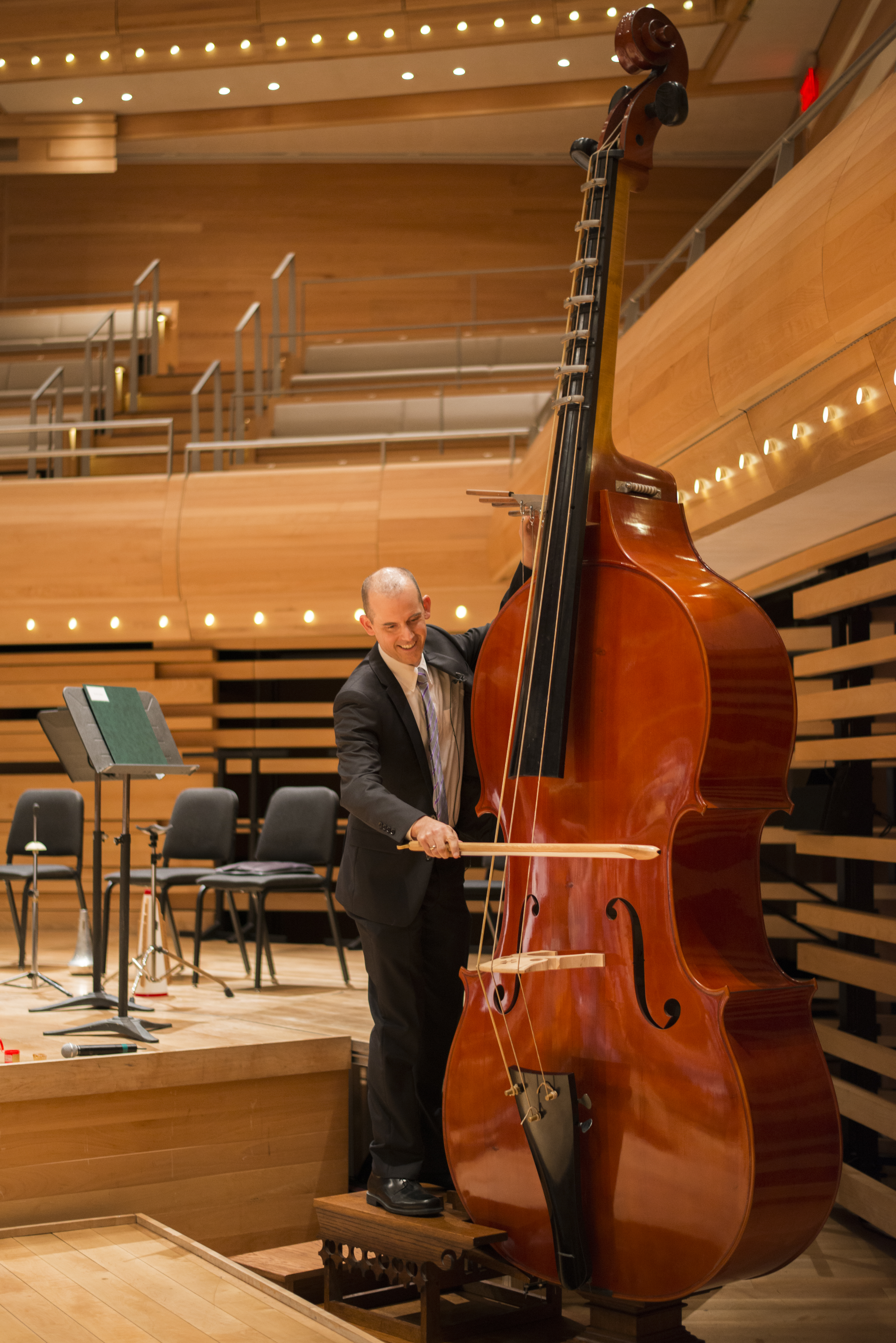
Der Oktobass des Orchestre symphonique de Montréal

Zwischen 1995 und 2002 trat der italienische Musiker Nicola Moneta mit einem nachgebauten Oktobass auf. Dieser befindet sich inzwischen im Musical Instrument Museum (MIM) in Phoenix, Arizona, USA.
2010 ließ das Orchestre Symphonique de Montréal unter der Leitung von Kent Nagano einen weiteren Nachbau anfertigen und setzte ihn bei einer Aufführung von Richard Strauss’ sinfonischer Dichtung Ein Heldenleben ein. Seitdem kommt das Instrument bei Aufführungen des Orchesters von Werken der deutschen und französischen Spätromantik zum Einsatz. Inzwischen hat das Orchester noch zwei weitere Instrumente von Jean-Jacques Pagès, einem französischen Instrumentenbauer aus Mirecourt, bauen lassen.
Im Jahr 2011 bauten die Belgier Ben, Luc und Theo Faes und Henri Toté einen Oktobass.
Die norwegische Musikerin Guro Skumsnes Moe ließ sich vom deutschen Instrumentenbauer Wolfgang Staab im Jahr 2015 einen Oktobass bauen.
Ein weiterer Oktobass von Wolfgang Staab wurde vom hr-Sinfonieorchester beim Eröffnungskonzert des Rheingau Musik Festivals 2025 bei der Aufführung von Gounods Cäcilienmesse eingesetzt.